# Exechiopsis umbratica
Exechiopsis umbratica is een muggensoort uit de familie van de paddenstoelmuggen (Mycetophilidae). De wetenschappelijke naam van de soort is voor het eerst geldig gepubliceerd in 1897 door Aldrich.